# Pedro Granja
Pedro Javier Granja Angulo es un abogado, criminólogo, y político ecuatoriano. En el ámbito legal se ha destacado como abogado defensor de políticos como Abdalá Bucaram Pulley y Mery Zamora, así como de niños víctimas de abuso sexual.
Notorio por su actividad en la red social X, anteriormente Twitter, ha sido objeto de controversia por su estilo confrontativo, por sus discusiones con otras personalidades públicas, y por su uso de insultos.
En el 2024 fue anunciado como candidato presidencial para las Elecciones presidenciales de Ecuador de 2025 por el Partido Socialista Ecuatoriano.

## Biografía
Pedro Granja se graduó como abogado de la Universidad de Guayaquil y tiene estudios de posgrado en Criminología Crítica y Seguridad Social. Desviación, Ciudades y Políticas de Prevención por la Universidad de Padua; Análisis, Prevención y Lucha contra el Crimen Organizado y la Corrupción por la Universidad de Pisa; Docencia Universitaria; Proyectos de Desarrollo Educativos y Sociales; Educación Superior; y Derecho Constitucional y Derechos Fundamentales por la Universidad de Guayaquil.

### Carrera legal
Granja alcanzó notoriedad alrededor del 2012, cuando defendió a una niña que en ese año sufrió abuso sexual por parte de Jorge Glas Viejó, en ese entonces director de la escuela Hans Christian Andersen, producto del cual concibió a un hijo de Glas Viejó.   En el 2016, la joven, en ese entonces de 18 años, fue detenida por posesión de drogas, pero la madre de la joven aseguró que fue obligada a llevar las sustancias. Granja logró la libertad de la joven al no encontrarse pruebas de que haya transportado drogas.
En el 2012, Granja fue abogado defensor de Dalo Bucaram y Gabriela Pazmiño cuando estos eran asambleístas por el Partido Roldosista Ecuatoriano. En su nombre presentó una acción de protección en contra del presidente Rafael Correa y el que entonces era su movimiento Alianza PAIS para impedir que estos mencionen los nombres de los hijos de la pareja en medios de comunicación o redes sociales. Granja también fue abogado de Bucaram en el 2018 cuando este inició un proceso en contra de la Federación Ecuatoriana de Fútbol debido al concurso que le otorgó los derechos de transmisión del Campeonato Ecuatoriano de Fútbol a la cadena GolTV, ya que Bucaram consideraba que el proceso no fue transparente.
En el 2013, Granja fue abogado defensor de la educadora y sindicalista miembro de la Unión Nacional de Educadores y el Movimiento Popular Democrático Mery Zamora cuando esta fue acusada de sabotaje y terrorismo por su participación en protestas en contra del gobierno de Rafael Correa.
Como miembro de la Federación Nacional de Abogados del Ecuador, en el 2014 Granja criticó al gobierno de Rafael Correa acusándolo de intromisión en la Función Judicial y de hacer que no haya independencia de funciones al manejar también la Función legislativa y la Función de Transparencia y Control Social al tener personas afines en la dirección de tales funciones.

## Trayectoria política
Pedro Granja ha sido activo en la red social X y ha sido entrevistado por varios medios, en donde ha criticado a los gobiernos de Lenín Moreno y Guillermo Lasso responsabilizándolos por la crisis de seguridad de Ecuador y apoyando el juicio político de Guillermo Lasso.
Para las elecciones presidenciales de Ecuador de 2023 se rumoró la participación de Granja en los comicios tras la subida de un video a la red social TikTok en el que aparecía junto al exalcalde de Quito Jorge Yunda.
A pesar de su estilo confrontativo y haber sido activo en contra del gobierno de Rafael Correa, Granja se mostró favorable a una iniciativa de alianza electoral de las organizaciones de izquierda política en Ecuador, iniciativa también apoyada por el exprefecto del Guayas Jimmy Jairala. El Partido Socialista Ecuatoriano, el Movimiento RETO, la Confederación de Nacionalidades Indígenas del Ecuador (CONAIE), el Movimiento Revolución Ciudadana y el Movimiento Centro Democrático apoyaron esta iniciativa, pero el movimiento Unidad Popular, aunque también tuvo acercamientos con los miembros de la iniciativa, se negó a ser parte de la alianza si esta incluyera al Movimiento Revolución Ciudadana de Correa. Asimismo, Rafael Correa se opuso a esta alianza, asegurando que se siente «(...) más cercano a una derecha nacionalista honrada, que a falsas izquierdas de la oligarquía», esto a pesar de que otros miembros de su movimiento como Andrés Arauz y Luisa González habían tenido acercamientos con la iniciativa. Estas organizaciones de izquierda también habrían firmado un acuerdo de «no agresión», el cual, según Granja, habría sido roto por Correa. A raíz de estas declaraciones, se avivaron las tensiones entre Correa y Granja, llegando a acusaciones mutuas e insultos.Tras esto, Granja pidió disculpas y aseguró que iba a cambiar su estilo de comunicación.

### Candidato presidencial (2025)
El 28 de septiembre del 2024, el Partido Socialista Ecuatoriano (PSE) anunció en la ciudad de Loja a sus candidatos para las elecciones presidenciales de Ecuador de 2025 y las elecciones legislativas de Ecuador de 2025, presentando a Granja como candidato a la presidencia del Ecuador, con Elsa Guerra como cabeza de lista para la Asamblea Nacional; la doctora en ciencia política Verónica Silva fue confirmada como binomio de Granja por el PSE.
Entre las propuestas de Granja están la apertura para que lleguen bancos extranjeros al país para bajar las tasas de interés de los préstamos, la creación de una Dirección Nacional Antimafia (DIMA), nuevos concursos para ocupar los puestos de jueces y fiscales, desayuno y almuerzo escolar para todos los niños, un seguro agrícola de 30 mil dólares para cada campesino, la condonación de deudas de hasta 20 mil dólares en BanEcuador, la CFN, y el resto de bancos del Estado, y la disminución del impuesto al valor agregado (IVA) al 10 %.
En noviembre del 2024, Granja declaró que dejaría de hacer recorridos a nivel nacional por su campaña debido a amenazas a su vida y presuntos atentados contra su entorno. El 6 de noviembre declaró que la casa de sus padres sufrió un robo, ratificando su intención de no hacer campaña en territorio, sino en redes sociales. No obstante, aseguró que sí participaría del debate presidencial, asegurando que tendrían que matarlo para que no llegue al debate.

## Publicaciones
- Cevallos García, A.; Granja Angulo, P. J.; Valladares Cevallos, A. F. (2021). ¿Puede existir responsabilidad compartida entre víctima y delincuente? El rol de la víctima en la lesión de sus deberes de autoprotección. ISBN 978-9942-38-932-9
- Arguello, J.; Granja, P. J. (2022). Crimen Organizado en Ecuador: Del Plan Colombia al Plan Ecuador: Historia del Criminal Negocio de la Guerra a la Drogas en América Latina. ISBN 978-9942-361-0
- Granja, P. (2020). El Caso Sobornos: Un Examen 10/20. ISBN 978-9942-38-472-0